# František Rašplička
František Rašplička (* 20. února 1919) je československý fotbalista, útočník a záložník. Jeho bratr byl fotbalista Vojtěch Rašplička. Po skončení aktivní kariéry pracoval jako učitel.

## Fotbalová kariéra
Hrál za SK Kladno (1935–1947). V lize odehrál 85 utkání a dal 8 gólů.
Až do 22. května 1999, kdy jej překonal patnáctiletý Pavel Mezlík, byl nejmladším fotbalistou naší prvoligové historie. Debutoval 25. srpna 1935 v zápase SK Kladno – SK Moravská Slavia Brno (výhra 2:1) ve věku 16 let, 6 měsíců a 5 dní.